# Blaunacken-Paradiesvogel
Der Blaunacken-Paradiesvogel (Parotia lawesii), auch Blaunacken-Strahlenparadiesvogel genannt, ist eine Vogelart aus der Familie der Paradiesvögel (Paradisaeidae). Er kommt ausschließlich im Osten von Neuguinea vor. Wie für Strahlenparadiesvögel charakteristisch, weist das Männchen an jeder Kopfseite drei verlängerte Schmuckfedern auf.
Die Bestandssituation des Blaunacken-Paradiesvogels wird von der IUCN als ungefährdet (least concern) eingestuft. Es wird neben der Nominatform als zweite Unterart noch der Helena-Paradiesvogel (Parotia lawesii helenae) unterschieden, dem gelegentlich ein eigener Artstatus zugebilligt wird.

## Beschreibung

### Körperbau und -maße
Die Männchen des Blaunacken-Paradiesvogels erreichen eine Körperlänge von 27 Zentimeter, wovon auf das Schwanzgefieder 7,3 bis 8,4 Zentimeter entfallen. Die Weibchen bleiben mit einer Körperlänge von 25 Zentimeter geringfügig kleiner. Bei ihnen entfallen 9,2 bis 10,3 Zentimeter auf das Schwanzgefieder. Der Schnabel misst bei den Männchen zwischen 2,9 und 3,7 Zentimeter, bei den Weibchen zwischen 2,6 und 3,6 Zentimeter. Die Männchen wiegen zwischen 153 und 195 Gramm, die Weibchen zwischen 122 und 180 Gramm. Es besteht ein ausgeprägter Geschlechtsdimorphismus.

### Männchen
Die Männchen haben ein samtschwarzes Gefieder. Am Vorderkopf befindet sich unmittelbar an der Schnabelbasis einige kleine silberfarbene Federn, die vom Vogel aufgestellt werden können. Unmittelbar dahinter befindet sich ein Federkamm bestehend aus bronzefarbenen Federn, die ebenfalls aufgerichtet werden können. Im Nacken verläuft ein schmaler Streifen intensiv irisierender dunkelblauen bis violetten Federn. Hinter jedem Auge befindet sich auf Höhe der Ohrdecken Federohren aus verlängerten, spitz zulaufenden Federn. Drei der Federn sind drahtartig stark verlängert und enden in kleinen Ovalen. Der Mantel und der Rücken glänzen seidenartig und können einen bronzefarbenen bis grünlichen Schimmer haben.
Das Kinn und die Kehle schimmern bei bestimmten Lichtverhältnissen violett. Die Federn auf der Brust glänzen intensiv smaragdgrün bis grünlich gelb und können in bestimmten Licht auch Violett oder Magenta glänzen. Der Schnabel ist glänzend schwarz, die Iris ist kobaltblau mit einem schmalen gelblichen Ring. Zu den auffälligen Merkmalen gehört es, dass nach jetzigem Kenntnisstand die Männchen die Farbe von Iris und Außenring wechseln können, so dass die Iris gelblich und von einem kobaltblauen Ring umgeben ist. Die Beine und Füße sind rötlich grau.
In ihrem ersten Lebensjahr ähneln die Männchen zunächst den adulten Weibchen und wechseln dann allmählich in das Gefieder der adulten Männchen. Der Wechsel ist zuerst am Kopf beobachtbar. Es folgen dann die Flügel und danach das Schwanzgefieder. Bei jungen Männchen ist das Brustgefieder mehr bronzefarben, während es bei älteren Männchen klarer grün ist.

### Weibchen
Die Weibchen haben einen schwarzbraunen Kopf mit einem kurzen schmutzig-weißlichen Bartstreif. Der Nacken ist etwas bräunlicher als das Kopfgefieder, einige einigen haben außerdem einen dunkel kastanienbraunen Fleck auf dem Nacken. Der Mantel, der Rücken, der Bürzel und die Oberschwanzdecken sind kräftig kastanienbraun. Das Kinn und die Kehle sind hell rötlichbraun. Die übrige Körperunterseite ist kräftig zimtbraun mit dunkleren Schenkeln und Unterschwanzdecken. Die gesamte Körperunterseite ist kräftig und gleichmäßig schwarzbraun quergestreift. Der Schnabel ist schwarzbraun. Die Iris, die Beine und die Füße sind wie bei den adulten Männchen gefärbt.

## Verbreitungsgebiet, Unterarten und Lebensraum

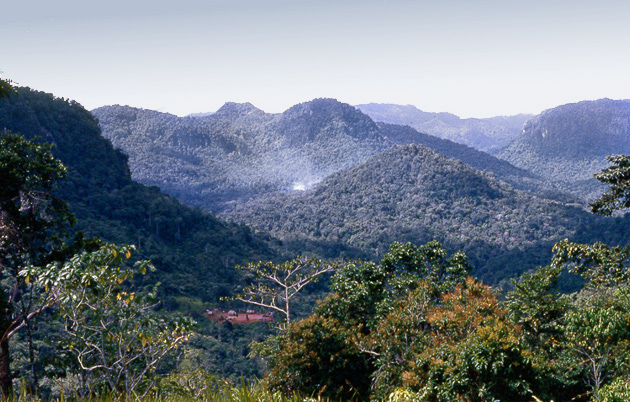
Owen-Stanley-Gebirge, eines der Gebirge, in der der Blaunacken-Paradiesvogel vorkommt.

Der Blaunacken-Paradiesvogel kommt nur im Osten von Neuguinea. Das Owen-Stanley-Gebirge stellt nach jetzigem Erkenntnisstand die südwestliche Verbreitungsgrenze dar. Von dort aus erstreckt sich das Verbreitungsgebiet über das Bismarckgebirge und Mount Hagen bis zu den Gebirgen auf der Ostspitze Neuguineas. Im westlicheren Teil des Verbreitungsgebietes überlappt sich das Verbreitungsgebiet des Blaunacken-Paradiesvogels mit dem des Carola-Paradiesvogels.
Es werden zwei Unterarten unterschieden:
- Parotia lawesii lawesii E. P. Ramsay, 1885 – Hochland im östlichen Zentralgebiet Neuguineas bis zu den südlichen Berghängen im Südosten von Neuguinea
- Helena-Paradiesvogel (Parotia lawesii helenae De Vis, 1897) – Vorkommen im Gebiet der nördlichen Wasserscheide im Südosten Neuguineas. Das Verbreitungsgebiet reicht hier bis zur Milne-Bucht.

Der Lebensraum dieser Paradiesvogelart sind Bergwälder der mittleren Höhenlagen, dazu gehören bislang von Holzeinschlag bislang nicht betroffene Eichenmischwälder, Wälder mit Holzeinschlag sowie Sekundärwald. Er kommt auch in Waldresten vor, die zwischen den extensiv bewirtschafteten Gärten der indigenen Bevölkerung dieser Region verblieben sind. Er ist häufiger im Waldesinneren als an Waldrändern anzutreffen. Sie sind am häufigsten in Höhenlagen zwischen 1200 und 1900 Metern anzutreffen, können aber auch auf bis zu 500 Höhenmeter herunterkommen und kommen vereinzelt noch in Hochlagen von 2300 Höhenmetern vor.

## Lebensweise
Der Blaunacken-Paradiesvogel frisst überwiegend Früchte sowie in kleinen Mengen Gliederfüßer. Auf der Basis von Kotanalysen hat man geschlossen, dass er etwa 95 Prozent seines Nahrungsbedarfes mit Früchten deckt. Die Früchte von Strahlenaralien spielen in seiner Ernährung eine besonders große Rolle. Gliederfüßer finden sie vor allem in dem Epiphytenwuchs auf Bäumen. Es wurde auch schon berichtet, dass sie größere Gehäuseschnecken fressen. Dies gilt aber mittlerweile als widerlegt: Es kommt lediglich vor, dass die Männchen leere Gehäuse zu ihren gemeinschaftlichen Balzplätzen tragen.
Der Flug des Blaunacken-Paradiesvogels ist schnell und gradlinig. Auf etwa jeweils vier Flügelschlägen folgt eine kurze Gleitphase.

## Fortpflanzung
Wie die überwiegende Zahl der Paradiesvögel ist auch der Blaunacken-Paradiesvogel polygyn, das heißt, das Männchen paart sich nach Möglichkeit mit mehreren Weibchen. Das jeweilige Weibchen zieht alleine den Nachwuchs groß. Einige Weibchen zeigen jedoch eine Partnertreue und kehren über mehrere Brutzeiten zu demselben Männchen zurück, um sich mit diesem zu paaren.

### Balzplatz
Die Männchen haben traditionelle Balzplätze, die sie ähnlich wie mehrere Arten der Laubenvögel sorgfältig von Blättern und ähnlichem organischen Materialien säubern und dann mit Objekten wie Schneckenhäuser, Schlangenhäuten, Federn, Knochen, Kalksteine, Säugetierkot und ähnlichem dekorieren. Anders als bei den Laubenvögeln spielen die Objekte in der Balz jedoch keine Rolle, das heißt, sie werden nicht dem Weibchen präsentiert. Der jeweilige Balzplatz ist zwischen 0,5 und 20 Quadratmetern groß. Die Balzplätze können unmittelbar nebeneinander liegen: Bei 25 näher untersuchten Männchen betrug der Abstand des einzelnen Balzplatzes zwischen 5 und 350 Meter mit einem Durchschnittswert von 77 Metern. Männchen, deren Balzplatz weniger als 15 Meter voneinander entfernt liegen, können einander nicht nur hören, sondern auch sehen. Diese Männchen störten sich immer wieder gegenseitig bei der Balz. Weibchen suchen die Balzplätze einzeln oder in kleinen Gruppen bestehend aus bis zu acht Individuen auf. Bei 84 beobachteten Besuchen von Weibchen kam es in 39 Prozent der Fälle auch zur Paarung. Dabei handelte es sich bei den überwiegenden Fällen um ein einzeln am Balzplatz erscheinendes Weibchen.

### Schmuckobjekte am Balzplatz und Balzverhalten
Die Objekte, mit denen die Männchen den Balzplatz dekorieren, werden bei der eigentlichen Balz dem Weibchen nicht präsentiert. Die ausgelegten Schmuckobjekte verschwinden gewöhnlich innerhalb von 24 Stunden von dem jeweiligen Balzplatz. Es wurde mehrfach beobachtet, dass sich Männchen die Objekte gegenseitig stehlen. In den meisten Fällen handelt es sich jedoch um Weibchen, die diese auflesen. Es wird für möglich gehalten, dass die Weibchen die ausgelegten Schlangenhäute nutzen, um die Nester damit auszulegen, die Kalksteine als zusätzliche Mineralquelle fressen und sie den Säugetierkot verwenden, um die Nester damit zu beschmieren und so potentielle Fressfeinde von den Nestern fernzuhalten. Es ließ sich bei den beobachteten Männchen jedoch keine Korrelation zwischen der Zahl der ausgelegten Objekte und der Anzahl der Paarungen feststellen. Weibchen bleiben allerdings länger in der Nähe eines Balzplatzes, auf dem Objekte präsentiert werden. Ihre Anwesenheit kann weitere Weibchen anlocken und so zu einem Selektionsvorteil für Männchen führen, die ihre Balzplätze häufig und zahlreich damit dekorieren.
Die eigentliche Balz des Männchens besteht aus einer Serie komplexer, ritualisierter Tanzschritten und Bewegungen während parallel dazu die Federn von Hals, Kopf und Nacken gesträubt werden. Sie werden meistens eingeleitet durch ein zunehmend ritualisiertes Reinigen des Balzplatzes, bei dem das Männchen schließlich nur noch innehält und seinen Schnabel senkt, aber nichts mehr aufpickt und entfernt. Bei der Balz wird unter anderem die verlängerten Federn von Brust und Nacken rockähnlich gespreizt und die verlängerten Schmuckfedern des Kopfes nach vorne gesträubt. Bei den verschiedenen, häufig sehr schnellen Bewegungen kommen der irisierende Schimmer der Federn besonders zur Geltung. Die Balz endet jeweils, indem die Federn wieder anlegt und dann auf einen Ast nahe oder über dem Balzplatz fliegt.

### Nest und Gelege
Die Weibchen bauen die Nester hoch oben in Bäumen. Es sind bislang nur wenige Nester näher untersucht worden. Bei allen Nestern handelte es sich um flache Schalennester. Bei einem Nest wurde Kot von Schweinen auf dem Nestrand gefunden, was die Vermutung unterstützt, dass Weibchen die ausgelegten Schmuckobjekte des Balzplatzes beim Bau des Nestes verwenden. Das Gelege besteht nach jetziger Erkenntnis aus nur einem einzelnen Ei. Es hat eine cremefarbene Schale mit länglichen braunen, grauen und violetten Flecken, wie sie typisch sind für die Arten, die der Unterfamilie der Eigentliche Paradiesvögel angehören.
Die Brutdauer und die Zeitspanne, die der Nestling vom Schlupf bis zum Ausfliegen im Nest verbringt, sind bislang noch nicht beschrieben.

## Lebenserwartung
Es wurden bislang noch nicht ausreichend Blaunacken-Paradiesvögel beringt und wiedergefunden, um aus diesen Daten Aussagen zur Lebenserwartung dieser Art zu machen. Ein einzelnes, bereits ausgewachsenes Männchen, das am 29. Oktober 1978 beringt wurde, wurde am selben Ort am 7. Dezember 1986 wiedergefangen. Die Lebenserwartung dürfte daher weit über neun Jahren liegen.

## Haltung
Blaunacken-Paradiesvögel sind verschiedentlich auf Papua-Neuguinea, in Europa oder den USA gehalten worden. Die Haltung setzt eine Voliere voraus, die hinreichend groß ist, helle und dunkle Plätze sowie eine flache Badestelle aufweist. Bis zum Ende des 20. Jahrhunderts gab es jedoch keine erfolgreichen Nachzuchten mit dieser Art. Die Beschreibungen des Balzverhalten sind überwiegend an gefangenen Männchen gemacht worden. Die Beschreibungen des Balzverhaltens durch Clifford und Dawn Frith basieren auf zwei Männchen, die im Baiyer River Sanctuary, Papua-Neuguinea beziehungsweise im Zoologischen Garten von Rotterdam gemacht wurden.

## Hybride mit anderen Paradiesvögeln
Die Neigung von Paradiesvögeln, sich mit anderen Arten ihrer Familie zu kreuzen, ist bereits zu Beginn des 20. Jahrhunderts von Anton Reichenow und damit fast früher als für jede andere Vogelfamilie beschrieben worden. Die meisten Hybriden, die entdeckt werden, sind Männchen – bei ihnen fallen abweichende Gefiedermerkmale stärker auf als bei den unscheinbarer gefärbten Weibchen. Abweichend davon ist ein Weibchen wissenschaftlich beschrieben worden, das aus einer Kreuzung des Blaunacken-Paradiesvogels mit dem Blauparadiesvogel hervorgegangen ist.

## Trivia
Der Name des Helena-Paradiesvogels, eine Unterart des Blaunacken-Paradiesvogels, ehrt Helena von Großbritannien und Irland, die dritte Tochter von Queen Victoria.

## Einzelbelege
1. 1 2 3  Handbook of the Birds of the World zur Blaubrust-Paradieselster, aufgerufen am 13. Juli 2017
2. 1 2  Frith und Beehler: The Birds of Paradise – Paradisaeidae. S. 284.
3. 1 2 3  Frith und Beehler: The Birds of Paradise – Paradisaeidae. S. 285.
4. 1 2 3  Frith und Beehler: The Birds of Paradise – Paradisaeidae. S. 283.
5. ↑  Beehler und Pratt: Birds of New Guinea. S. 422.
6. 1 2  Frith und Beehler: The Birds of Paradise – Paradisaeidae. S. 286.
7. 1 2  Frith und Beehler: The Birds of Paradise – Paradisaeidae. S. 287.
8. 1 2  Frith und Beehler: The Birds of Paradise – Paradisaeidae. S. 288.
9. ↑  Frith und Beehler: The Birds of Paradise – Paradisaeidae. S. 289.
10. 1 2  Frith und Beehler: The Birds of Paradise – Paradisaeidae. S. 291.
11. 1 2  Frith und Beehler: The Birds of Paradise – Paradisaeidae. S. 292.
12. ↑   McCarthy: Handbook of Avian Hybrids of the World. S. 228.
13. ↑   McCarthy: Handbook of Avian Hybrids of the World. S. 231.